# آتن (نبراسکا)
آتن(به انگلیسی: Aten) شهری در ایالت نبراسکا کشور ایالات متحده آمریکا است که جمعیت آن در سرشماری سال ۲۰۱۰ میلادی، ۱۱۲ نفر بوده‌است.